# Strangalia ochroptera
Strangalia ochroptera es una especie de escarabajo longicornio del género Strangalia, categorizada en la tribu Lepturini, de la subfamilia Lepturinae. Fue descrita por Bates en 1870.

## Descripción
Mide 9,5-13,8 mm de longitud.

## Distribución
Se distribuye por Brasil, Ecuador, Guyana y Guayana Francesa.